# Капокроче (Латина)
Капокроче је насеље у Италији у округу Латина, региону Лацио.
Према процени из 2011. у насељу је живело 307 становника. Насеље се налази на надморској висини од 16 м.